# Philipp Desoi
Philipp Desoi war ein Zollbeamter und von 1945 bis 1946 von den Alliierten Truppen ernannter Bürgermeister von Dorsten.

## Bürgermeister
Der pensionierte Zollbeamte Desoi wurde am 30. April 1945 vom amerikanischen Captain Robert C. Heidrick zum Bürgermeister ernannt, nachdem Theodor Artmann, der erste Nachkriegsbürgermeister Dorstens, bereits nach wenigen Wochen sein Amt aus gesundheitlichen Gründen abgegeben hatte. Während seiner 13-monatigen Amtszeit oblag ihm die Umsetzung der alliierten Beschlüsse über Hilfsleistungen, mit denen die größte Not der Zivilbevölkerung gelindert werden sollte.
Darüber hinaus gehörte zu Desois Aufgaben der Wiederaufbau einer funktionierenden Stadtverwaltung und die Vorbereitung demokratischer Kommunalwahlen. Letzteren ging zunächst die von den Alliierten gewünschte Berufung von berufsständischen Beiräten und die Ernennung von Gemeinderäten auf der Grundlage der letzten demokratischen Wahlen von 1929 voraus. Die neu erlassene Geschäftsordnung und Gemeindesatzung legte nach britischem Muster die Trennung der Ämter von Verwaltungsleitung und Bürgermeister fest, die Desoi bisher in Personalunion bekleidet hatte. Am 22. Mai 1946 ernannte daher Major Gadd von der britischen Militärregierung zunächst Walter Banke zum Amtsdirektor für Hervest-Dorsten. In der anschließenden Wahl des Bürgermeisters durch den Gemeinderat wurde Paul Kempa von der neu gegründeten CDU mit 18 Stimmen gewählt, Desoi konnte lediglich vier von 30 Stimmen auf sich vereinigen.